# Liste der Baudenkmale in Siedenbrünzow
In der Liste der Baudenkmale in Siedenbrünzow sind alle denkmalgeschützten Bauten der Gemeinde Siedenbrünzow (Mecklenburg-Vorpommern) und ihrer Ortsteile aufgelistet. Grundlage ist die Veröffentlichung der Denkmalliste des Kreises Demmin mit dem Stand vom 18. Dezember 1996. 

## Baudenkmale nach Ortsteilen

### Siedenbrünzow
| ID | Lage    | Bezeichnung                                                | Beschreibung | Bild           |
| -- | ------- | ---------------------------------------------------------- | ------------ | -------------- |
|    | (Karte) | Kirche mit Friedhof, Feldsteintrockenmauer und Torpfeilern |              | Weitere Bilder |

### Leppin
| ID | Lage           | Bezeichnung                   | Beschreibung | Bild |
| -- | -------------- | ----------------------------- | ------------ | ---- |
|    | B 110, km 78,6 | Meilenstein (Rundsockelstein) |              |      |

### Sanzkow
| ID | Lage    | Bezeichnung         | Beschreibung | Bild           |
| -- | ------- | ------------------- | ------------ | -------------- |
|    | (Karte) | Kirche mit Friedhof |              | Weitere Bilder |

### Vanselow
| ID | Lage                                    | Bezeichnung                   | Beschreibung | Bild           |
| -- | --------------------------------------- | ----------------------------- | --- | -------------- |
|    | Schloss 1 (Karte)                       | Gutshaus                      | Spätklassizistischer, sanierter, 2-geschossiger, 11-achsiger Putzbau von 1871 mit Mittelrisalit auf H-förmigen Grundriss nach Plänen von Georg Daniel; heute Hotel | Weitere Bilder |
|    | (Karte)                                 | Kirche                        | |                |
|    | (Karte)                                 | Kriegerdenkmal 1914/1918      | |                |
|    | Wegkreuzung Siedenbrünzow, Osten, B 110 | Meilenstein (Rundsockelstein) | |                |

## Quelle
- Karte der Baudenkmale im Geoportal des Landkreises